# 사회당 (아르헨티나)
사회당(社會黨, 스페인어: Partido Socialista, PS)은 아르헨티나의 사회민주주의 정당이다. 이 정당은 키르치네르주의에 비판적인 입장을 취하고 있다.